# Polônia nos Jogos Olímpicos de Inverno de 1932
A  Polônia competiu nos Jogos Olímpicos de Inverno de 1932, em Lake Placid, nos Estados Unidos.